# 咸州站
咸州站（韓語：함주역）是朝鮮民主主義人民共和國咸鏡南道咸州郡咸州邑的一個鐵路車站，属于平罗线。

## 邻近车站
平罗线
定平站 - 咸州站 - 州西站